# Macrostylis squarrosa
Macrostylis squarrosa är en vinruteväxtart som beskrevs av Bartl. & Wendl. f.. Macrostylis squarrosa ingår i släktet Macrostylis och familjen vinruteväxter. Inga underarter finns listade i Catalogue of Life.